# جونج يي
جونج يي كان قائد عسكري .

## حياته
جونج يي كان من مواليد يوم 1 يناير سنه 869, مات في 19 يونيو سنه 918.

## المناصب
- ملك